# Los Relámpagos
Los Relámpagos fue un conjunto musical de rock español creado en Madrid en 1961 con el nombre de Dick y los Relámpagos.

## Historia

### Inicios
Entre finales de los 50 y principios de los 60 surge en el panorama musical moderno internacional un tipo de música que prescinde de la voz cantante para dedicarse únicamente a aprovechar al máximo las posibilidades sonoras de los instrumentos electrónicos como órganos y guitarras. Surgen así el rock instrumental, el "surf", el "raw", "crude" y otros sub-estilos de música, todos ellos instrumentales.
En España la música rock instrumental es inicialmente interpretada con entusiasmo por Los Estudiantes y Los Sonor. En ese momento surgen también Los Relámpagos, llamados a ser líderes en este tipo de música.
Los Relámpagos se definen inicialmente como admiradores del grupo de rock instrumental estadounidense Johnny and the Hurricanes y, de hecho, los primeros temas del grupo español son muy parecidos en estética y sonoridad al grupo americano, pero Los Relámpagos aprovecharán un tipo de narrativa musical muy utilizada en la música instrumental: narrar melódicamente historias y viejas canciones populares. Surge así, a partir de 1965, un estilo propio del grupo que definiría muy personalmente a Los Relámpagos: interpretar con instrumentos y ritmos modernos viejas melodías españolas y composiciones clásicas de Albéniz, Turina, Granados, etc. Música que era bailada por jóvenes y escuchada por mayores, que reconocían en ella sus melodías clásicas favoritas. Un ejemplo es "La danza del fuego", con una introducción pre-psicodélica, efectuada con un Theremín. "Limosna de amores" y "En Aranjuez con tu amor" son ejemplos de este estilo popular español en el que Los Relámpagos crean paisajes musicales redefinidos con instrumentos eléctricos.
En el plano de rock sesentero y ritmos del momento, Los Relámpagos crean muy interesantes temas como "Babieca", rememorando el caballo del Cid, al igual que The Shadows hacen con el caballo "Mustang"'. Otros temas, "Noche de Relámpagos" ("Nit de Llampecs") obtuvo un gran éxito, con un ritmo que básicamente, es una sardana. "Vacaciones en España", se encuentra dentro del mismo ritmo. Aprovechando el tirón de la era espacial, Los Relámpagos crean el tema "Constelación", parecido a "Telstar" de The Tornados. Aunque fue menos conocido, este tema de los Relámpagos está grabado poco antes que Telstar. En respuesta al tema americano "If I Had a Hammer" ("Si yo tuviera un martillo"), Los Relámpagos crean un simpático y logrado tema de creación propia titulado "Toma el Martillo".

### Separación
En 1968, dos de sus miembros, Pablo Herrero y José Luis Armenteros se marchan del grupo, pero el grupo sigue tocando y grabando hasta 1974, año en que se disuelve. Ignacio Sánchez Campins pasa a tocar el órgano, interpretando también de una forma magistral, y el grupo lanza dos LP y un sencillo nuevos entre 1969 y 1971. "Páginas musicales de la Historia de España" y "Piel de Toro" son los dos trabajos más destacados en este periodo. En este último LP, así como en dos singles más, cuentan con la colaboración de un joven valenciano que más tarde sería conocido dentro del mundo musical como Juan Camacho, llegando a poner voz a uno de sus singles: "Sobre el andén / Ella", de 1971.
En 1981, dos de sus miembros son contratados para hacer la banda sonora de la serie de dibujos animados Futbol en acción. No se vuelve a ver juntos a Los Relámpagos hasta 1987, cuando actúan en el programa de TVE "Qué noche la de aquel año". En 1990 los hermanos Sánchez-Campíns, miembros del grupo, refundan el conjunto con otros músicos de la época, sustituyendo a Ricardo López Fuster (batería), Fernando Mariscal Jimeno, fundador de Los Polaris (grupo que acompañaba al cantante francés Robert Jeantal) junto a Juanjo Sánchez-Campins, en los albores de los años sesenta, en una etapa previa de éste, uniéndose más tarde al mítico grupo. Asimismo, en la segunda guitarra aparece Juanjo Sánchez-Campins Jr., junto a músicos más jóvenes, y sacan un nuevo disco, aunque ya dentro de un sonido diferente más moderno, pero sin dejar su característico estilo. De este disco, titulado Nuevas canciones, nuevas versiones, quizá la canción más destacable es "Lancelot". En la década de 1990 aparecen en el programa de TVE "Qué pasó con" y entre 1994 y 1996 tocaron anualmente en directo en las fiestas de Navalcarnero (Madrid).

### Reencuentro
En 2001 grabaron un nuevo disco, "Ayer, hoy y siempre", compuesto por temas inéditos, cuatro de los cuales son composiciones propias de los hermanos Sánchez-Campins, y el resto versiones de temas de la música clásica española, de la copla y de la zarzuela, en el que se ha recuperado plenamente el sonido clásico relampaguero. Las maquetas previas del disco fueron grabadas por Diego Cerdán. El disco fue editado por El Cocodrilo Récords, el sello de José Luis Álvarez.
Los Relámpagos son referencia de la música instrumental de los 60, no solo española sino en general, pues su estilo es muy personal e inigualable. Igualmente a quien le guste el sonido del órgano electrónico de los 60, disfrutará enormemente escuchando a los Relámpagos, pues aprovechan notablemente las variedades tímbricas del instrumento, desde los trombones-vibrato en "Nit de Llampecs" y "Babieca" hasta los flautados mordientes en "El paso de los Urales" y el órgano pleno y brillante en "Nocturno", "Alborada gallega" y muchas otras.

## Componentes
- Han formado parte de Los Relámpagos:
  - Grupo original 1961-1974:
    - Pablo Herrero (Fallecido el 5 de diciembre de 2023. Órgano, órgano eléctrico, usaba generalmente un Éminent neerlandés o un  Farfisa Pro Compact Dúo italiano)
    - José Luis Armenteros (guitarra solista, fallecido el 11 de junio de 2016)
    - Ricardo López Fuster (batería), sustituido por Joaquín Romo: batería (1975)
    - Ignacio Sánchez Campins (guitarra de ritmo, órgano desde 1969)
    - Francisco Romero (bajo desde 1961 sustituido por Juan José Sánchez Campins desde 1964)
    - Juan José Sánchez Campins (bajo, y guitarra solista desde 1964)
    - Juan Camacho (guitarra solista y voz de 1970 a 1971)

  - Segunda época 1990 - 2008. En 1990 los hermanos Sánchez-Campíns (Ignacio Sánchez Campins y Juan José Sánchez Campins) refundan el conjunto con otros músicos de la época, sustituyendo a Ricardo López Fuster (batería) por Fernando Mariscal Jimeno, fundador de Los Polaris (grupo que acompañaba al cantante francés Robert Jeantal)
    - Ignacio Sánchez Campins (guitarra de ritmo, órgano, voz)
    - Juanjo Sánchez-Campíns (bajo, y guitarra solista desde 1964, fallecido el 23 de agosto de 2008)
    - Fernando Mariscal Jimeno (batería), sustituido por Eduardo Talavera Díaz: batería (última época)
    - Juanjo Sánchez-Campins Jr. (segunda guitarra)
    - Otros músicos según gira y grabación.

  - Tercera época 2014 actualidad, el grupo se rehace con tres componentes históricos: Ignacio Sánchez-Campins, Ricardo López Fuster y Vicente Pastrana, más la incorporación en la guitarra de otro ilustre veterano: José Antonio Soler, procedente de Los Rangers y Los Jets, que va a sustituir a los fallecidos guitarristas: Juanjo Sánchez y José Luis Armenteros
    - Ignacio Sánchez-Campins (guitarra de ritmo, órgano, voz)
    - Ricardo López Fuster (batería)
    - Vicente Pastrana (bajo)
    - José Antonio Soler (guitarra solista)

## Discografía
- 1962: EP "Mike Ríos con Los Relámpagos. ¡Explosivo!": lista de canciones: "Detén la noche", "Popotitos", "Hey baby madison", "Spanish twist".
- 1962: EP "Los vikingos / Más allá de la frontera / Constelación / Love is a song". Philips 433.892-PE.
- 1962-1963: LP Juan Pardo y su conjunto (de acuerdo con José Ramón Pardo, el "conjunto" eran realmente Los Relámpagos).
- 1963: EP "El twist de los siete hermanos / Pretoriano / El paso de los Urales / Río perdido". Philips 433.893-PE.
- 1963: EP "Cuando cesa la lluvia / Tambores de guerra / Baby elephant walk / Ciudad sumergida". Philips 430.923-PE.
- 1963: EP "Relámpagos / Aster nova / Diamonds / Estepas". Philips 430.924-PE.
- 1963: EP "More / Da rou ron ron / Londonderry air / Rancho Nuevo México". Philips 430.940-PE.
- 1964: EP "Si tuviera un martillo / Toma el martillo / Arenas movedizas / Espuelas de plata. Philips 430.984-PE.
- 1965: EP "Himno a Valencia / Minnesota fats / El tren de las tres y diez / Cuerdas felices". Philips 436.281-PE.
- 1965: EP "Dos cruces / María Dolores / Hay quien dice de Jaén / Luna de España". Novola NV-109.
- 1965: EP "Nit de llampecs / Seguidillas / Dulcinea / Noches de Andalucía". Novola NV-110.
- 1965: EP "Dos Cruces / Hay quien dice de Jaén". Novola NO-7.
- 1965: sencillo "Nit de llampecs / Seguidillas". Novola NO-8.
- 1965: LP Los Relámpagos 1965: "Dos cruces", "Seguidillas", "Le leyenda del beso", "María Dolores", "Babieca", "Hay quien dice de Jaén", "Nit de llampecs", "Limosna de amores", "Luna de España", "Noches de Andalucía", "Dulcinea", "Misirlou". Novola NL-1003.
- 1966: EP "Alborada gallega / Bailarina de España / Vacaciones en España / Nocturno". Zafiro ZN-45-1.
- 1966: LP Danza del fuego / Canción española de "El niño judío" / Recuerdos de la Alhambra / Canción del vagabundo de "Alma de Dios". Zafiro ZN-45-2.
- 1966: sencillo "El tropezón / Diplodicus. Novola Nox-24.
- 1966: sencillo "Alborada gallega / Bailarina de España". Zafiro N-602.
- 1966: sencillo "Danza del fuego / Recuerdos de la Alhambra. Zafiro N-603.
- 1966: sencillo "Canción española de 'El niño judío' / Canción del Vagabundo de 'Alma de Dios'". Zafiro P-10 (promocional).
- 1966: sencillo "Cuento de Navidad / Numancia". Zafiro P-11 (promocional).
- 1966: LP Los Relámpagos 1966: "Danza del fuego", "Alborada gallega", "Numancia", "Cuento de Navidad", "Canción española de 'El niño judío'", "El reloj del abuelito", "Recuerdos de la Alhambra", "Nocturno", "Canción del vagabundo de 'Alma De Dios'", "Vacaciones en España", "Bailaina de España", "Macarena". Zafiro ZN-6-1.
- 1967: sencillo "La santa espina / El torneo". Zafiro N-604.
- 1967: sencillo "El baile del bufón / El arlequín de Toledo". Zafiro N-605.
- 1967: sencillo "Los vikingos / El paso de los Urales". Philips 360.106-PF.
- 1967: LP Los Relámpagos 1967. "Granada", "Danza n.º 5", "Danza del molinero", "Sevilla", "El arlequin de Toledo", "El baile del bufón", "La santa espina", "Fantasía de 'El amor Brujo'", "Cádiz", "Danza n.º 8", "El torneo". Zafiro ZN-6-3.
- 1968: EP "Granada / Danza n.º 5 / Danza del molinero / Sevilla". Zafiro ZN-45-3.
- 1968: EP "Fantasía de "El amor brujo" / Cádiz / Danza n.º 8. Zafiro ZN-45-4
- 1968: sencillo "En Aranjuez con tu amor / Recuerdos de la Alhambra". Zafiro ZN-606.
- 1968: sencillo "Bwana / El canto de la sirena". Novola NOX-68.
- 1969: sencillo "El templo de las estatuas / Ferrocarril de montaña". RCA 3-10392.
- 1969: sencillo "Jaime I / Abderramán". RCA 3-104-39.
- 1969: sencillo "Abderramán / Abderramán". RCA ESP-1002 (promocional).
- 1969: LP Los Relámpagos 1969. "Los vikingos, "Estepas", "Baby Elephant Walk", "Aster Nova", "Cuerdas felices", "Tambores de guerra", "Relámpagos", "Ciudad sumergida", "El paso de los Urales", "El tren de las 3 y 10", "Río perdido", "Constelación". Fontana 701.720-PWI.
- 1969: LP Páginas musicales de la Historia de España: "Aníbal", "S.P.Q.R.", "Cristo", "Los bárbaros", "Covadonga", "Abderramán", "Jaime I". RCA LSP-10397-N.
- 1970: sencillo "Gloria / Paraíso perdido". RCA 3-10454.
- 1970: sencillo "Sobre el andén / Ella". RCA 3-10566.
- 1971: sencillo "Catalunya plora / Bolero mallorquín". RCA 3-10643.
- 1971: sencillo "A rianxeira /Marcha solemne do antergo Reino de Galicia". RCA 3-10656.
- 1971: LP Piel de toro: "Negra sombra", "Café de Chinitas", "Zorongo gitano", "Capricho español", "Guernikako arbola", "Bolero mallorquín", "Suspiros de España", "Catalunya plora", "Compendio de 'Fantasía para un gentilhombre'", "Aires asturianos". RCA LSP-10437.
- 1976: sencillo "Brazo de gitano / Córdoba". Novola NOX-259.
- 1976: LP Los Relámpagos. "El himno de las galaxias", "Brazo de gitano", "Tablao", "Gaitero", "Campamento gitano", "Córdoba", "Sonido del Mediterráneo", "Zapatillas de baile", "Noche de relámpagos", "Fuga". Novola NLX-1068.
- 1978: sencillo "Nit de llampecs / Seguidillas". Novola NOX-314.
- 1980: LP Compilación: "Nit de llampecs", "Dulcinea", "El arlequin de Toledo", "La santa espina", "Brazo de gitano", "Seguidillas", "Córdoba", "Danza del fuego", "Bailarina de España", "Granada", "Danza del molinero", "El baile del bufón", "El torneo", "Noches de Andalucía", "Dos cruces", "Sevilla", "Alborada gallega", "El himno de las galaxias", "Sonido del Mediterráneo".
- 1981: sencillo "Entre el cielo y la tierra / Chinatown". Polydor 20.62.360.
- 1981: sencillo "Fútbol en acción / Cita en el '82". Polydor 20.62.388.
- 1981: LP Fútbol En Acción (B.S.O.): "Fútbol en acción", "Dama de noche", "Chinatown", "Aniversario", "Juego limpio", "Nuevos gladiadores", "Entre el cielo y la tierra", "Piel morena", "Rodando", "Días de gloria", "Cita en el '82", "Qué vas a hacer". Polydor 23.85.182.
- 1990: LP Relámpagos '90: "Khartum", "Lancelot", "Marcha solemne do antergo Reino de Galicia" (nueva grabación), "The Cruel Sea", "Zorongo gitano (nueva grabación), "Nit de llampecs" (nueva grabación), "Alarma", "Nocturno" (nueva grabación), "Pipeline", "Desiderata". Barsa Promociones 0017.
- 2001: LP Ayer, hoy y siempre. "Granada / Bandolero / María de la O / A Feira / Canción del sembrador (de "La rosa del azafrán") / Zapateado / Noche de ronda / Pepita Creus / No te mires en el río / Concertino en la menor / Canción del fuego fatuo (de "El amor brujo") / Sardanova". Cocodrilo Récords JLA-CD-0103.